# 43.ª Cumbre del G7
La 43.ª Cumbre del G7 tuvo lugar del 26 al 27 de mayo de 2017 en Taormina (ME), Sicilia, Italia. Es la sexta vez que Italia asume la presidencia del G-7. La primera ocasión fue en 1980 en Venecia. La ciudad de los canales también fue sede de la cumbre en 1987 y más tarde fue el turno de Nápoles en 1994, Génova en 2001 y L'Aquila en 2009.

## G-7

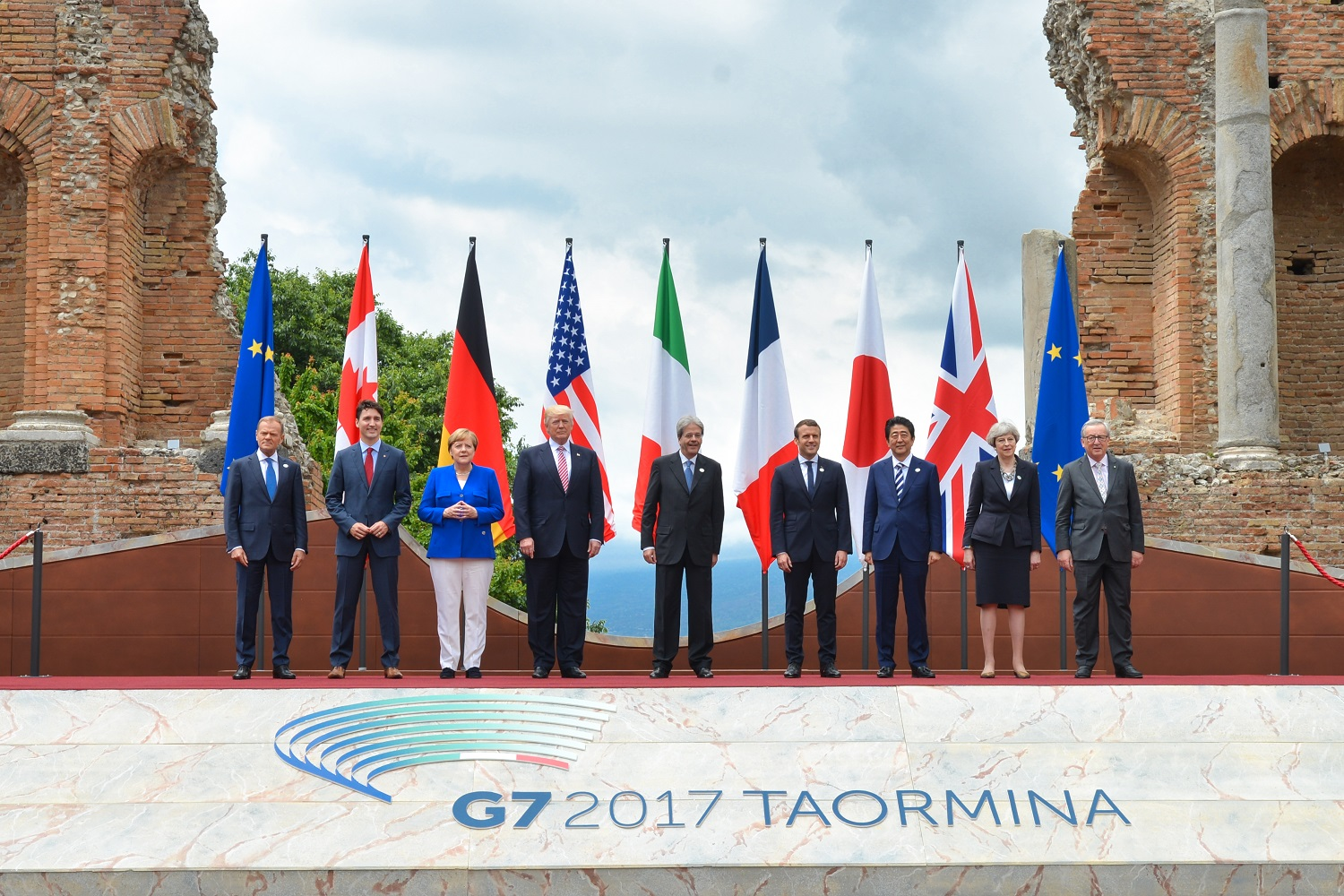
Foto de Familia de los líderes del G7, 26 de mayo de 2017.

Se denomina Grupo de los siete (o con el numerónimo G7 o G-7) a un grupo informal de países del mundo cuyo peso político, económico y militar es tenido aún por relevante a escala global. Está conformado por Alemania, Canadá, Estados Unidos, Francia, Italia, Japón y Reino Unido. Además, la Unión Europea cuenta con representación política.
Los países del G-7 representan más del 64 % de la riqueza global (263 billones de dólares (USD)).
En ese sentido, el G7 puede ser definido como "una alianza conformada por un grupo selecto de estados, con un posicionamiento estructural similar —resultado de la coincidencia en sus capacidades nacionales—, sin barreras ideológicas, con disposición para coordinar sus políticas hacia la consecución de objetivos comunes y la voluntad para establecer algunos medios técnicos de cooperación".

### Participantes
| Miembros del G-7 País Anfitrión y Líder son mostrados en negrita. |                |                  |                      |                                   |
| Miembro                                                           | Miembro        | Capital          | Representado por     | Título                            |
| Bandera de Alemania                                               | Alemania       | Berlín           | Angela Merkel        | Canciller Federal                 |
| Bandera de Canadá                                                 | Canadá         | Ottawa           | Justin Trudeau       | Primer ministro                   |
| Bandera de Estados Unidos                                         | Estados Unidos | Washington D. C. | Donald Trump         | Presidente                        |
| Bandera de Francia                                                | Francia        | París            | Emmanuel Macron      | Presidente de la República        |
| Bandera de Italia                                                 | Italia         | Roma             | Paolo Gentiloni      | Primer Ministro                   |
| Bandera de Japón                                                  | Japón          | Tokio            | Shinzō Abe           | Primer ministro                   |
| Bandera del Reino Unido                                           | Reino Unido    | Londres          | Theresa May          | Primera ministra                  |
| Bandera de Unión Europea                                          | Unión Europea  | Unión Europea    | Jean-Claude Juncker  | Presidente de la Comisión Europea |
| Bandera de Unión Europea                                          | Unión Europea  | Unión Europea    | Donald Tusk          | Presidente del Consejo Europeo    |
| Líderes Invitados (Países)                                        |                |                  |                      |                                   |
| Miembro                                                           | Miembro        | Capital          | Represenado por      | Título                            |
| Bandera de Etiopía                                                | Etiopía        | Adís Abeba       | Hailemariam Desalegn | Primer ministro                   |
| Bandera de Guinea                                                 | Guinea         | Conakri          | Alpha Condé          | Presidente                        |
| Bandera de Kenia                                                  | Kenia          | Nairobi          | Uhuru Kenyatta       | Presidente                        |
| Bandera de Nigeria                                                | Nigeria        | Abuya            | Yemi Osinbajo        | Vicepresidente                    |
| Bandera de Túnez                                                  | Túnez          | Túnez            | Béji Caïd Essebsi    | Presidente                        |

## Líderes de la Cumbre

### Participantes del G7

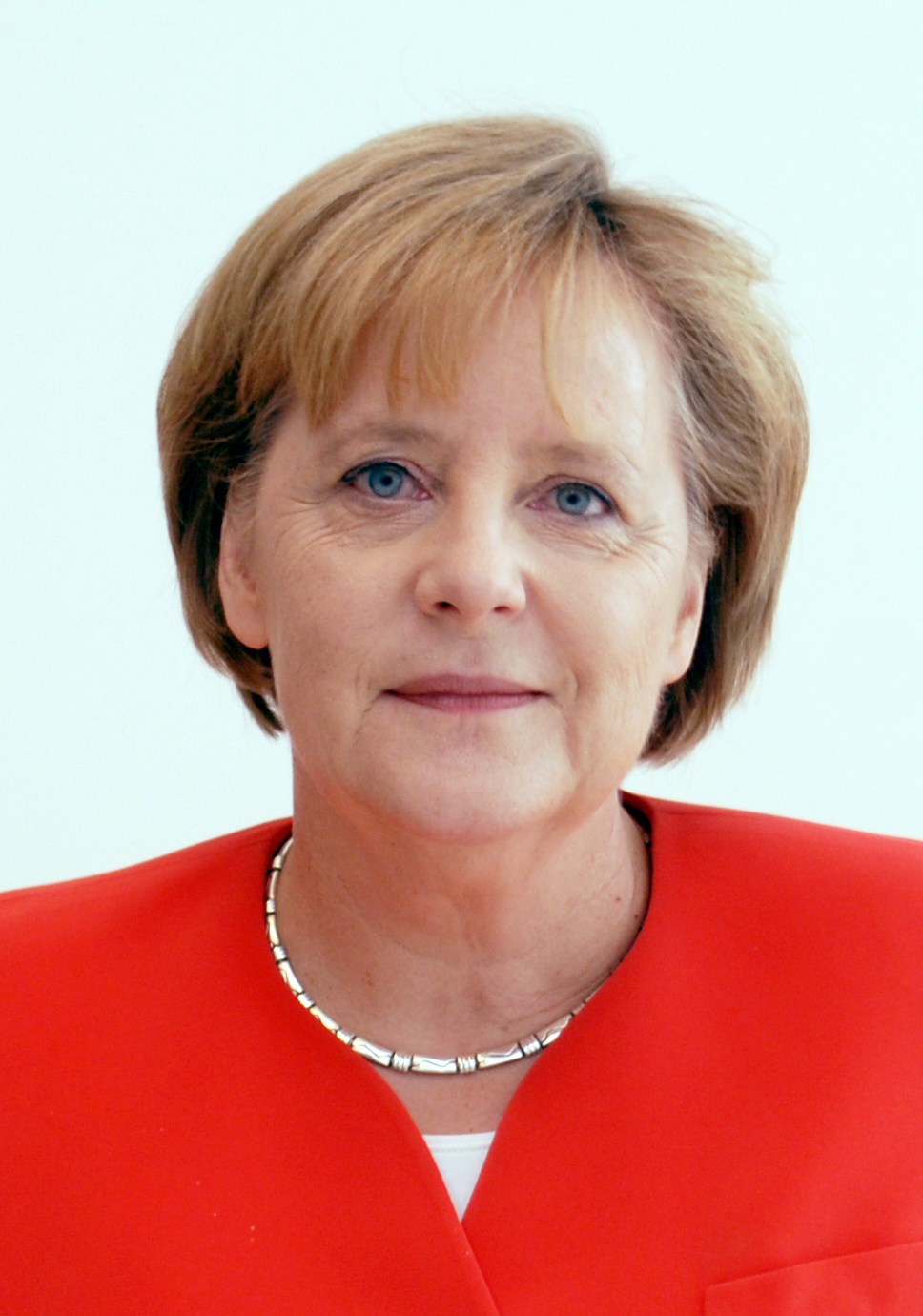
Alemania Angela Merkel, Canciller Federal
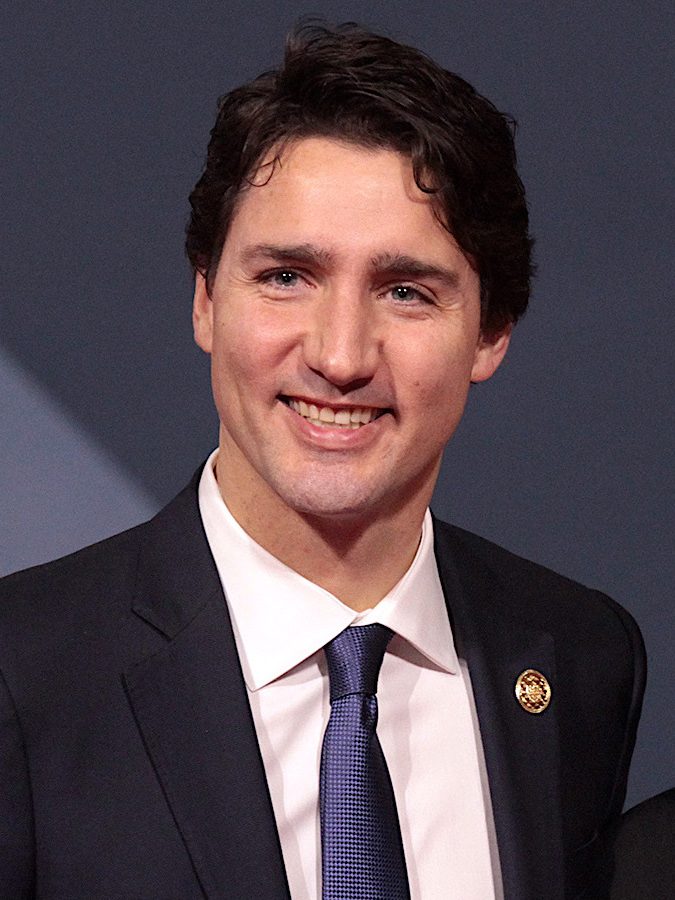
Canadá Justin Trudeau, Primer Ministro
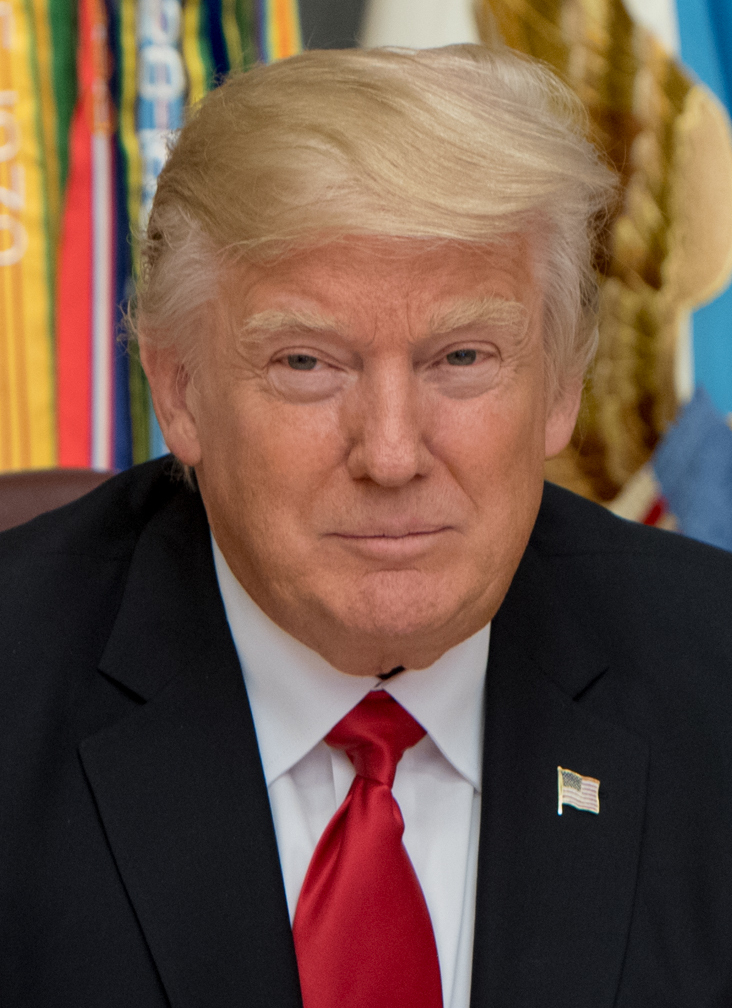
Estados Unidos Donald Trump, Presidente
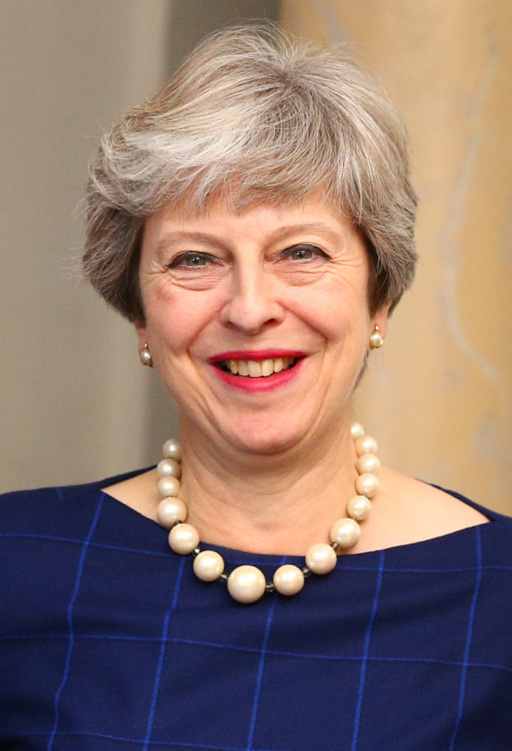
Reino Unido Theresa May, Primera ministra
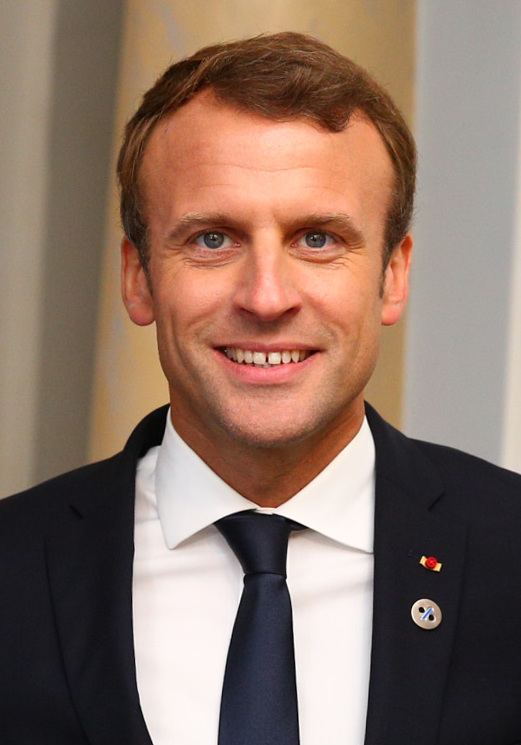
Francia Emmanuel Macron, Presidente de la República
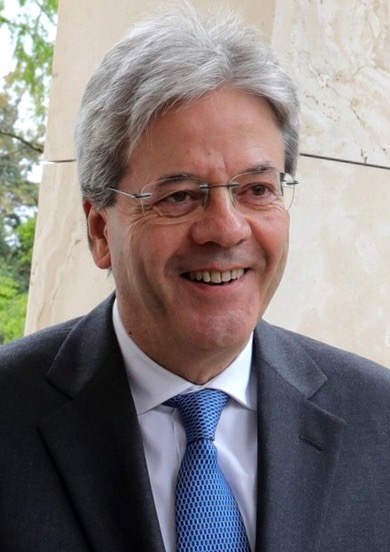
Italia Paolo Gentiloni, Primer Ministro (anfitrión)
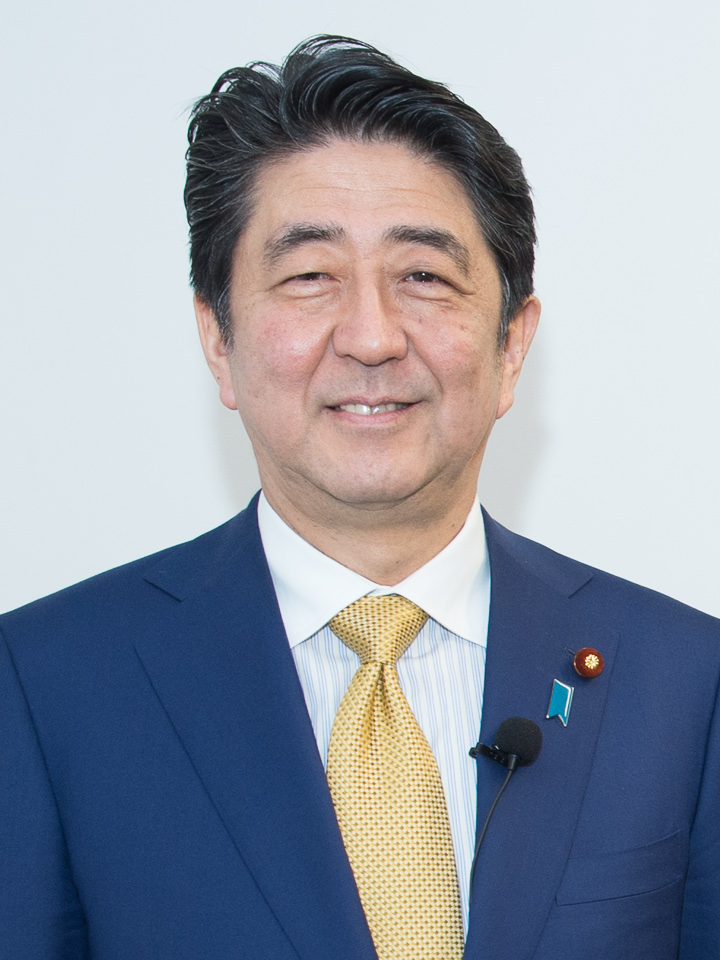
Japón Shinzō Abe, Primer Ministro
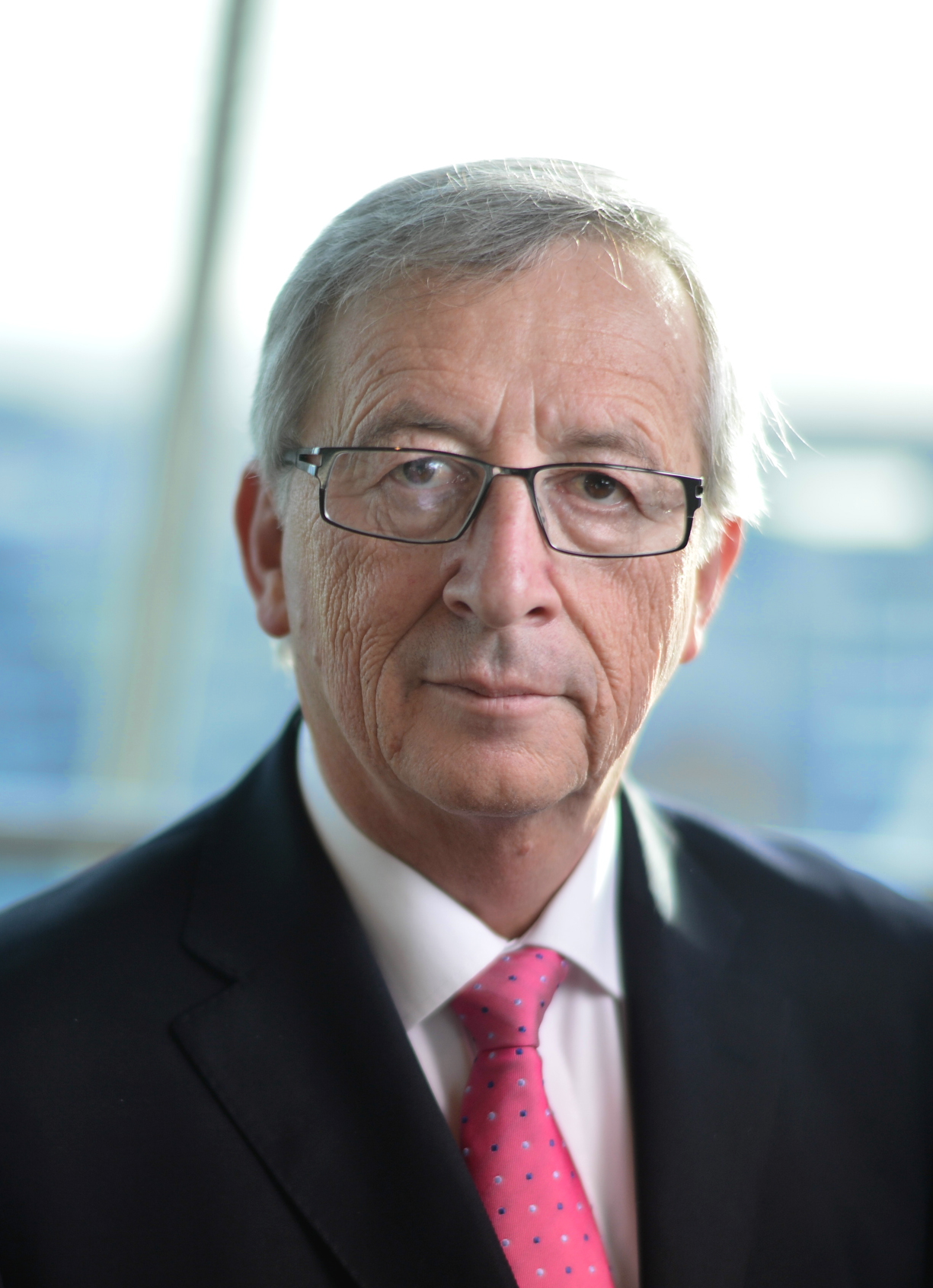
Unión Europea Jean-Claude Juncker, Presidente de la Comisión Europea
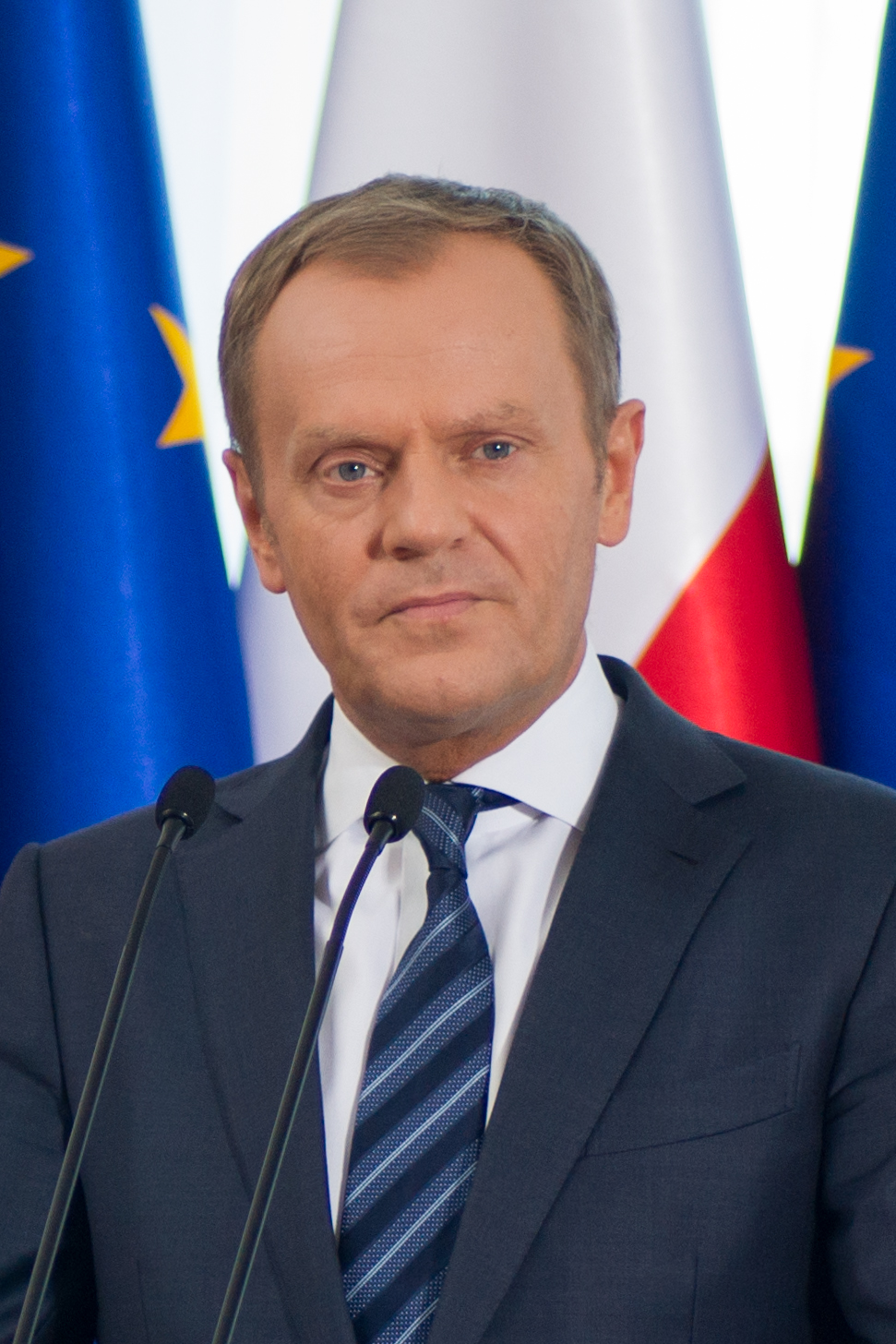
Unión Europea Donald Tusk, Presidente del Consejo Europeo

### Líderes invitados

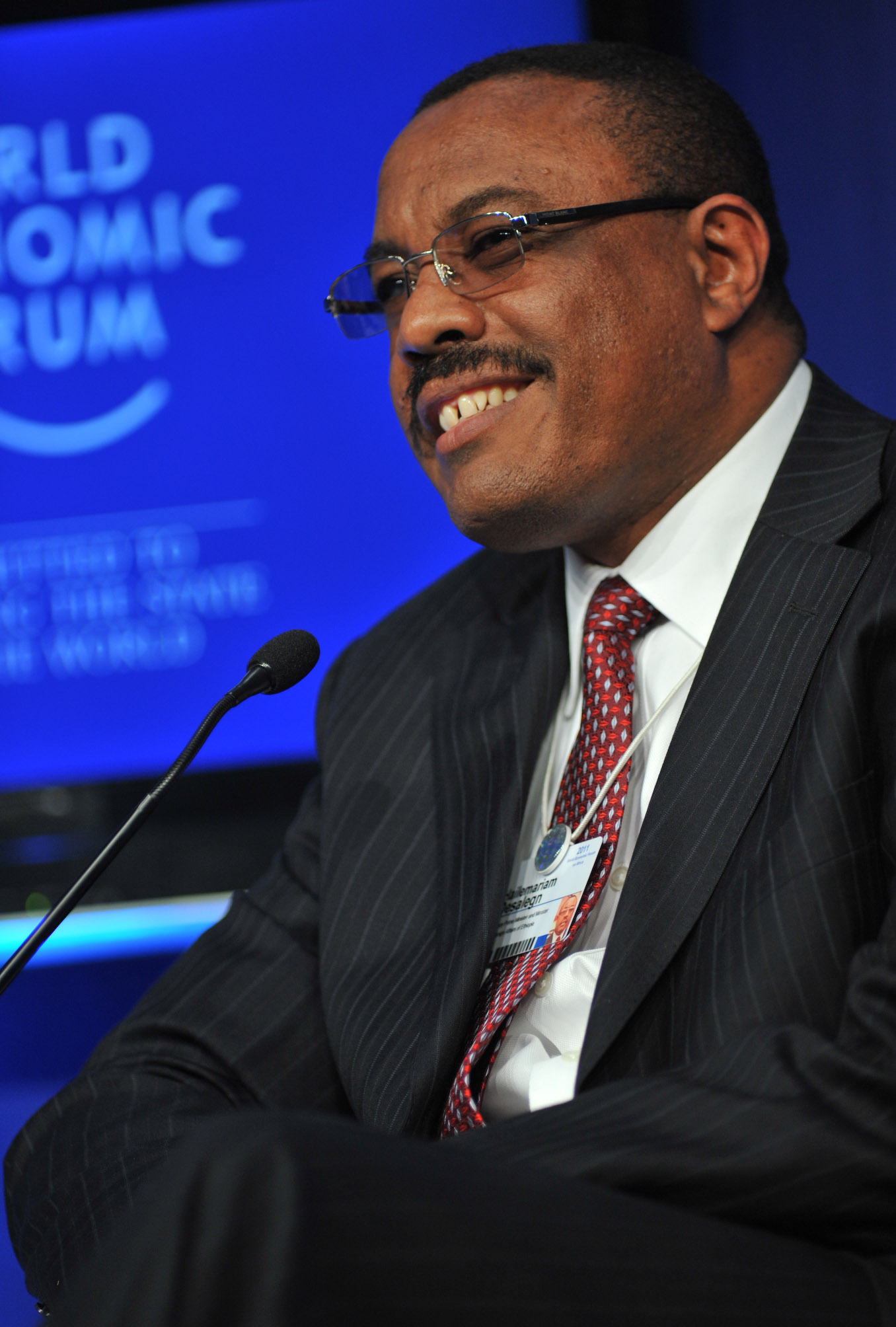
Etiopía Hailemariam Desalegn, Primer Ministro
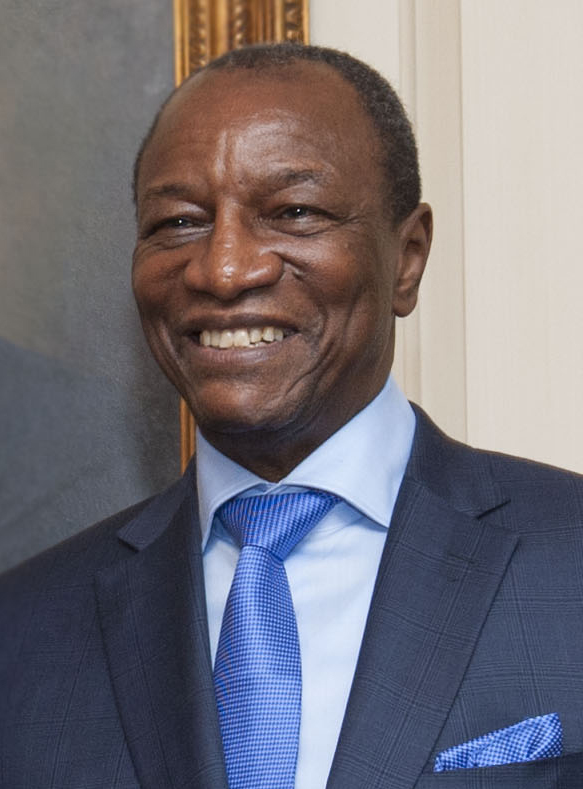
Guinea Alpha Condé, Presidente
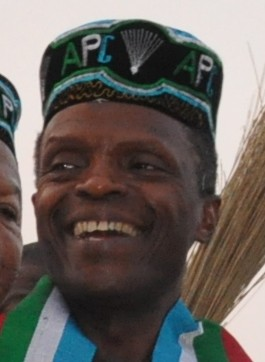
Nigeria Yemi Osinbajo, Vicepresidente
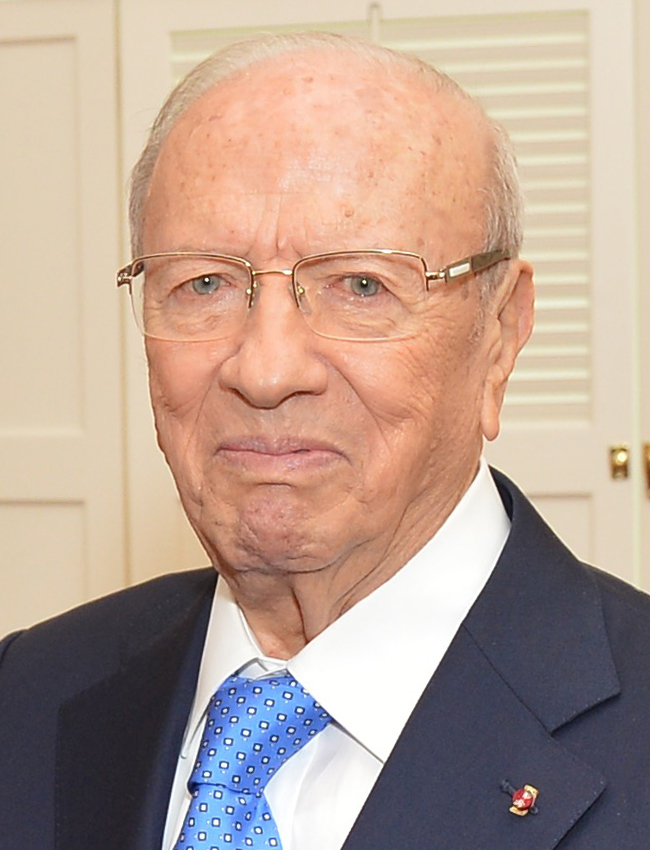
Túnez Béji Caïd Essebsi, Presidente

### Organizaciones Internacionales

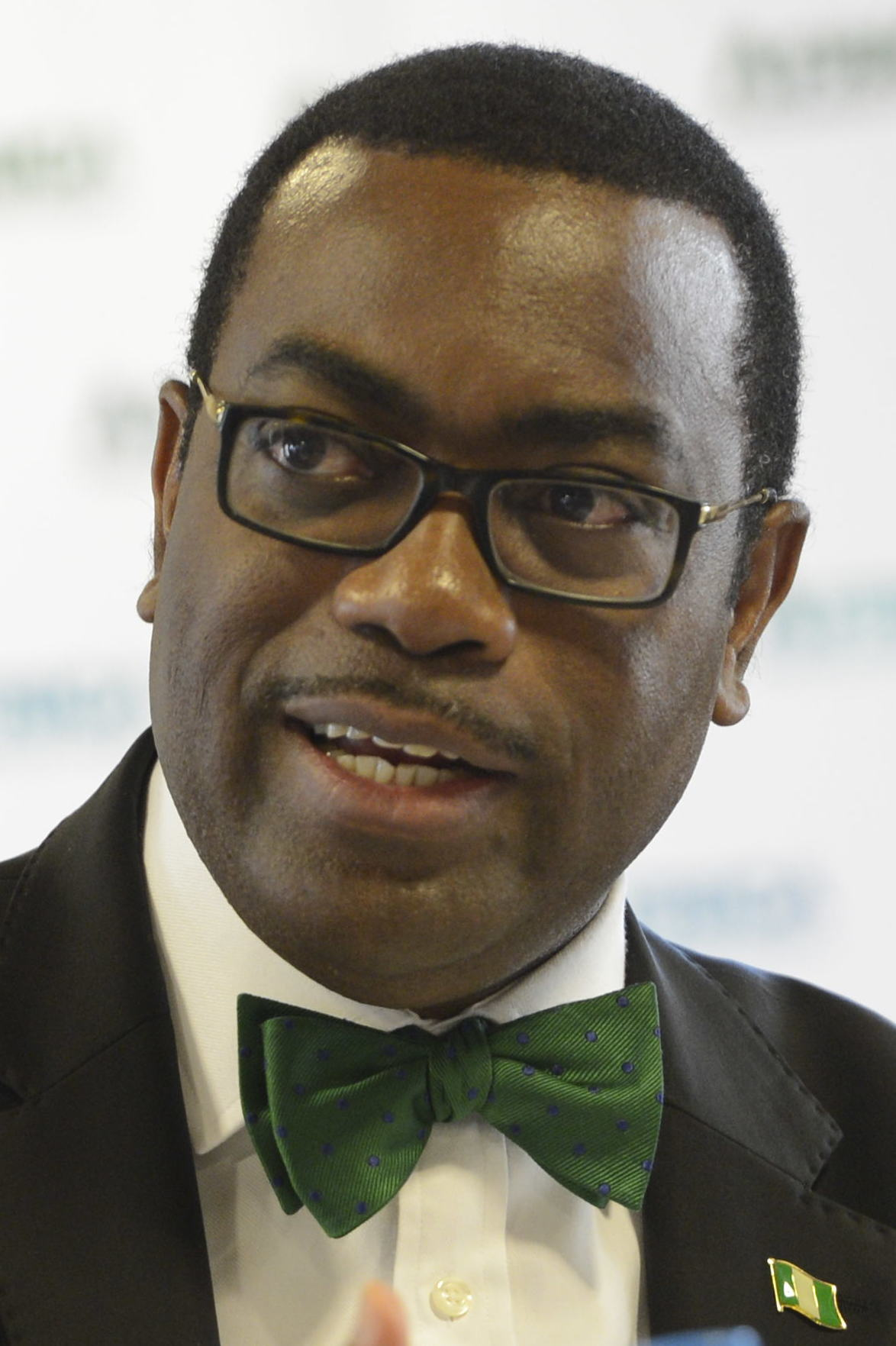
African Development Bank Akinwumi Adesina, Presidente
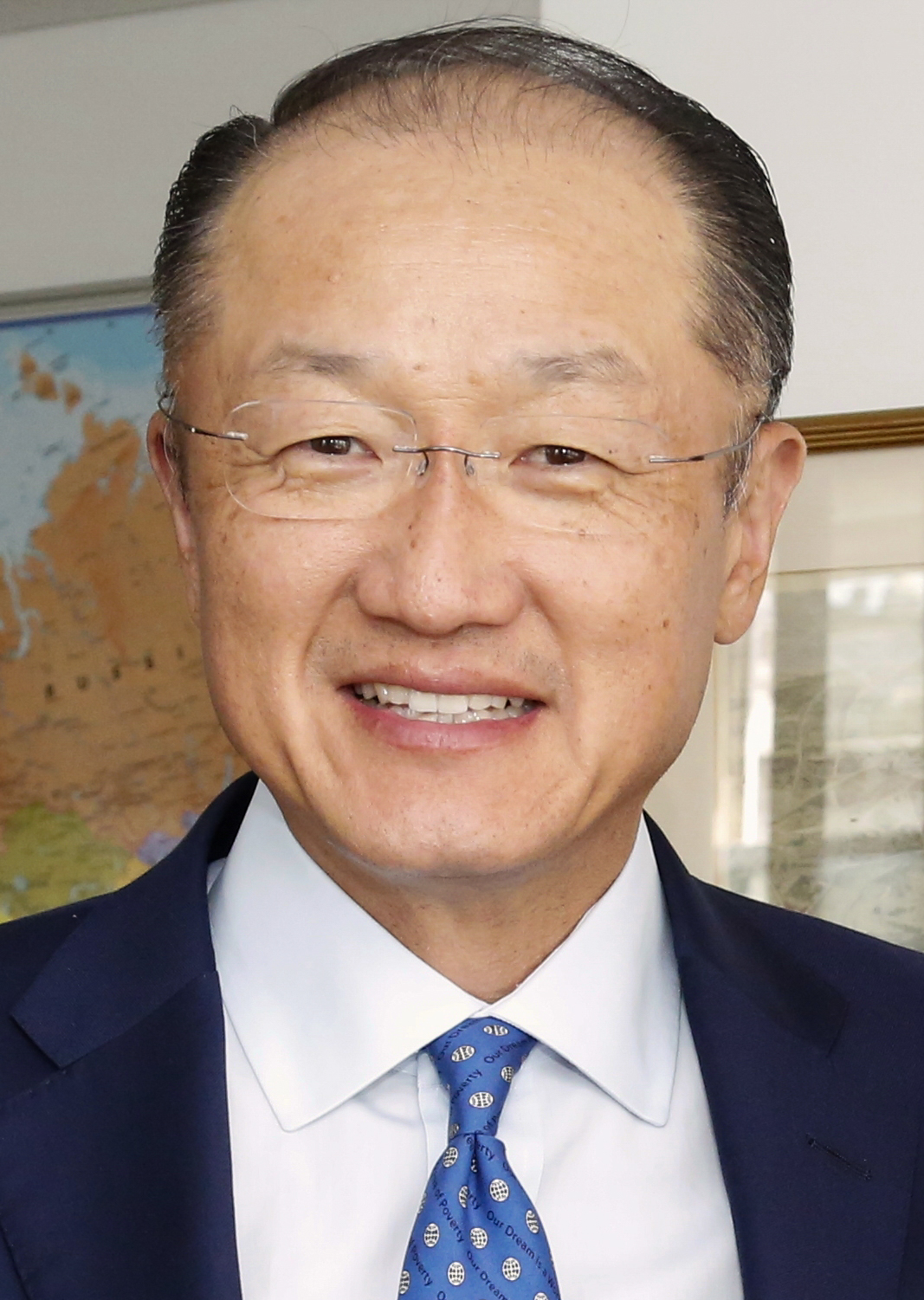
Banco Mundial Jim Yong Kim, Presidente
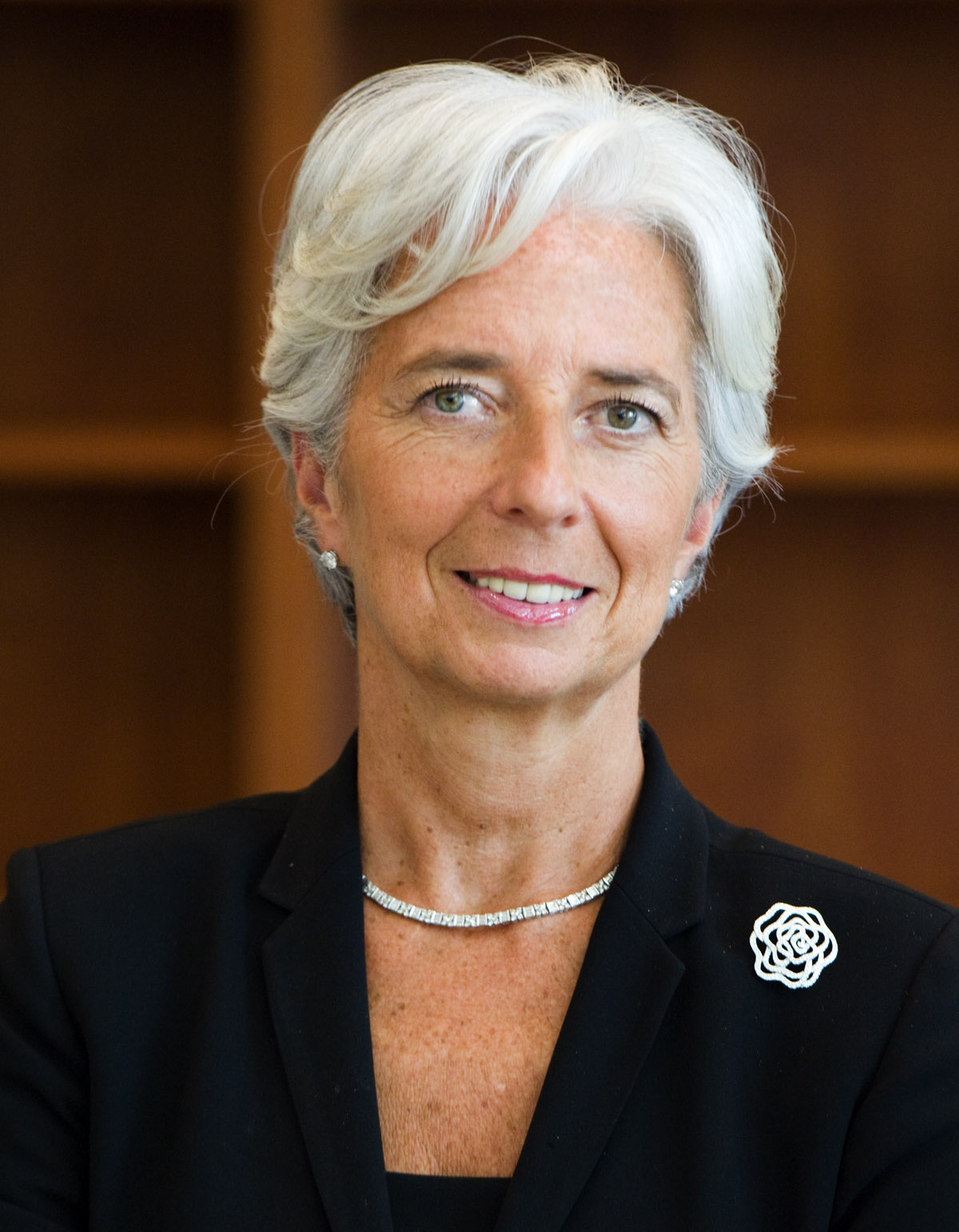
FMI Christine Lagarde, Directora Gerente
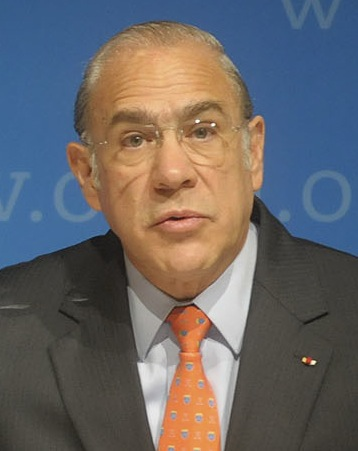
OCDE José Ángel Gurría, Secretario General
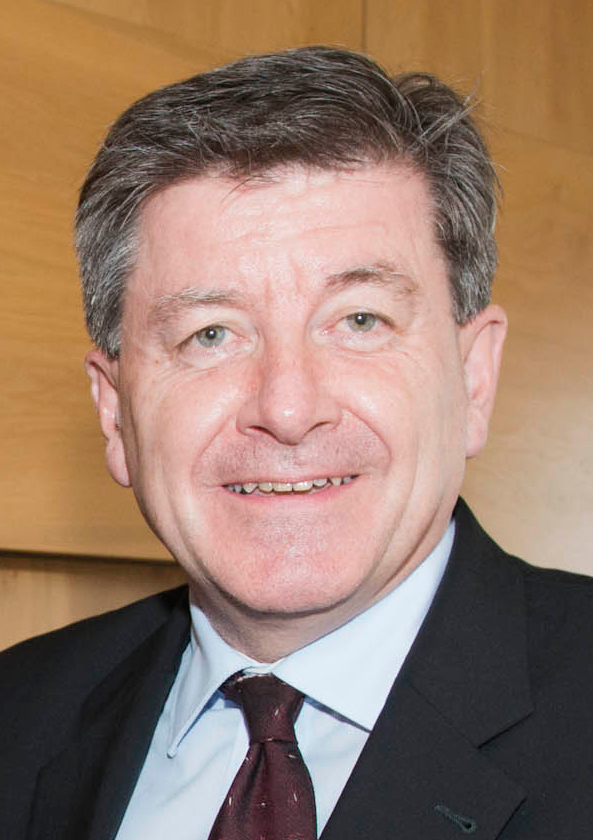
OIT Guy Ryder, Director General
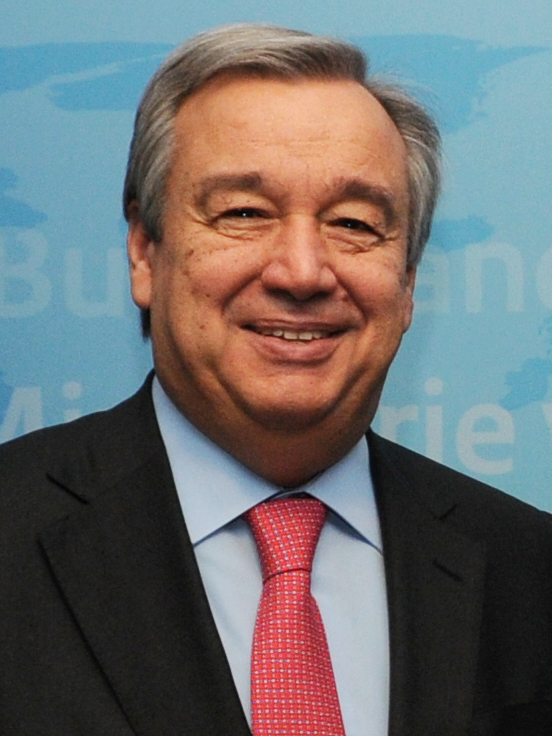
ONU António Guterres, Secretario General
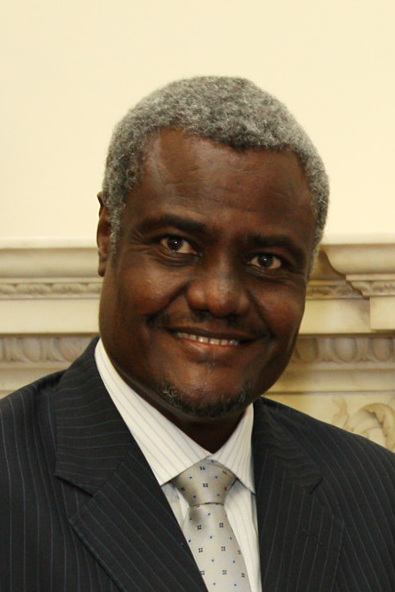
Unión Africana Moussa Faki, Presidente de la Comisión